# كهف شيلات

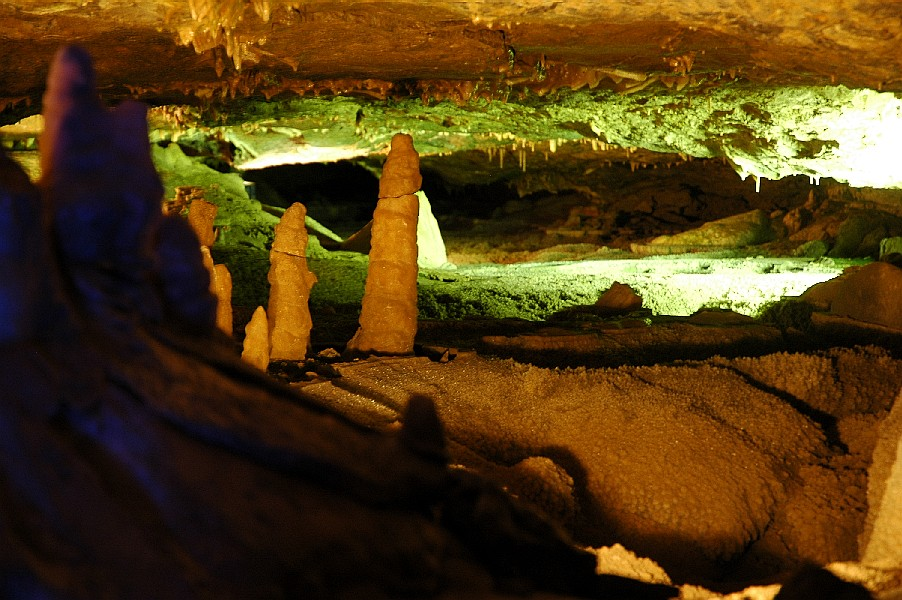
كهف شيلات وترى بعض صواعد الكهوف فيه.

كهف شيلات أو شيلات هوهله (بالألمانية: Schillat-Höhle) هو كهف في شمال ألمانيا به تشكيلات حجرية جميلة من صواعد الكهوف ونوازلها، مفتوح للزوار. يقع في المنطقة الجبلية «لنهر الفيزر» في ولاية سكسونيا السفلى. أمثال هذا الكهف تكون رطبة تتساقط في بعض أجزاء منه قطرات مياه معدنية، تتراسب مع الوقت مكونة تلك الأشكال الجميلة من صواعد ونوازل الكهوف.

## الموقع
يقع كهف شيلات قرب مدينة «أولدندورف- لانجنفيلد» في الجزء الشمالي لجبال «زونتل» في منطقة محجر على جبل كبير.

## كهف للعرض
يستخرج من جبال «زونتل» منذ سنوات طويلة أحجارا مرجانية جيرية من العصر الجوراسي. واكتشف أحد العاملين في المنجم، ويدعى «هارتموت بريبول»، الكهف في عام 1992 بالقرب من لانجنفيلد. وسميت باسم أحد علماء الجيولوجيا المتخصصين في دراسة عمر التلبيد، «بودو شيلات»، وكان قد اكتشف كهف آخر في نفس المكان في عام 1969. ذلك الكهف الذي اكتشف في الماضي كان كبيرا يبلغ طوله نحو1.100 متر. وهذا الكهف الكبير فيه تكوينات جيولوجية هامة، واغلق بغرض إجراء الدراسات عليه وتدوين محتوياته، ووضع تحت رقابة حماية البيئة.
اكتشف كهف شيلات في عام 1992 ويبلغ طوله 180 متر داخل الجبل على عمق نحو 45 متر. ضاع جزء كان ينتمي إليه يبلغ طوله نحو 400 متر قبل اكتشاف الكهف. يتساقط فيه مياه معدنية تشكل تلك الأشكال الصخرية من نوازل وصواعد عن طريق التلبيد الطبيعي وجفاف المياه عليها. وجهز الكهف وأعد للزوار وافتتح في أغسطس عام 2004 . يهبط الزوار إليه بواسطة مصعد زجاجي.
توجد به أيضا بعض حفريات من العصر الجوراسي، وبلورات كلسيت تسمى «مرجان». كما يحوي الكهف «الأرشيف الألماني لدراسة عمر التلبيد». كما يحتوي جزء منه على رسومات كهوف أخلفها الإنسان القديم، ويقوم مرشدون بشرح تاريخ الكهف ومحتوياته للزائرين. كما يتم عرض سنمائي مجسم عن جزء الكهف الكبير المغلق.

## صور

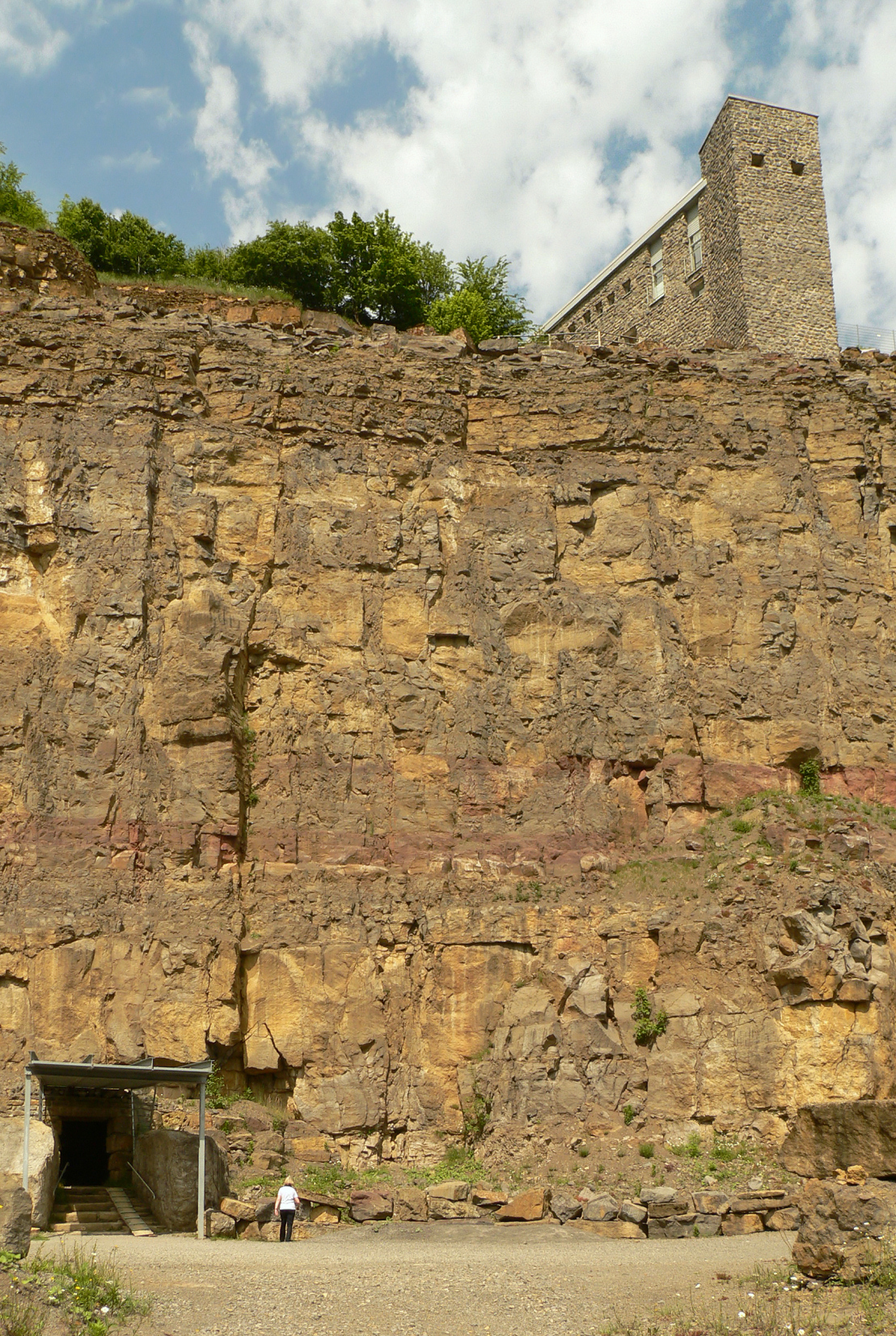
مدخل الكهف
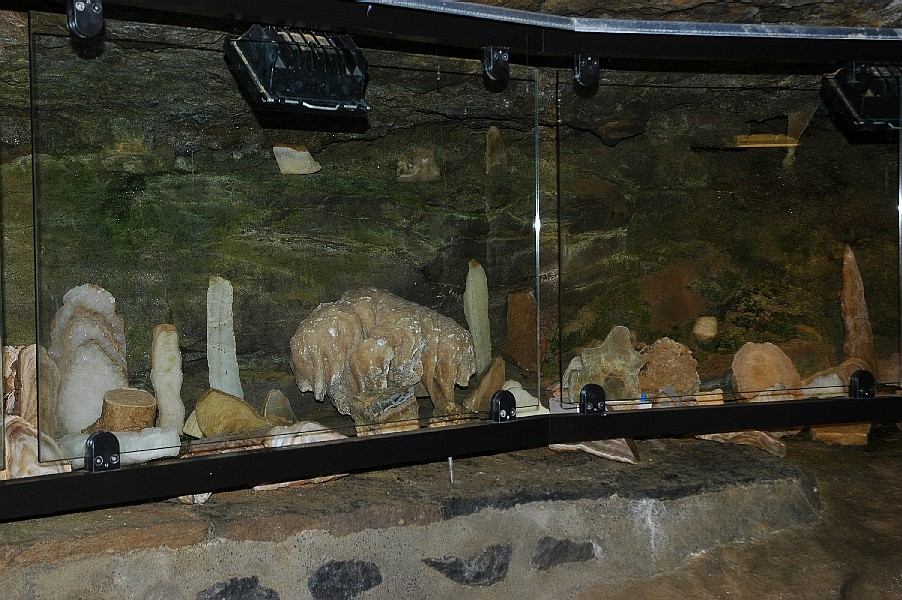
جزء من "الأرشيف الألماني لدراسة عمر التلبيد"
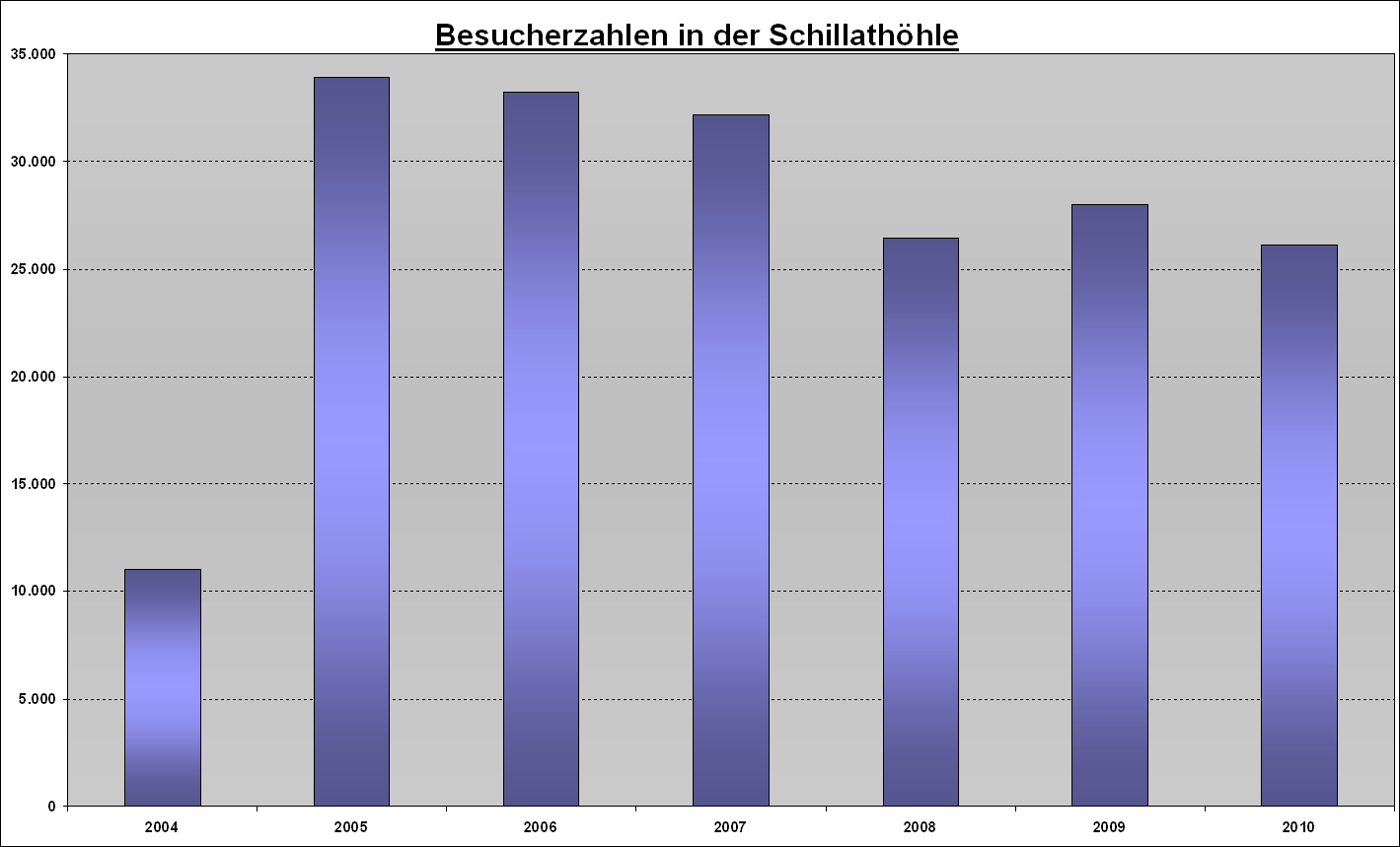
أعداد الزائرين

## اقرأ أيضا
- كهف أتا
- مغارة فينجروتن (أو مغارة الحوريات)
- كهف هيربست لابيرنتHerbstlabyrinth
- صخور اكسترنشتاينه
- طاولة الشيطان